# 1941 w polityce

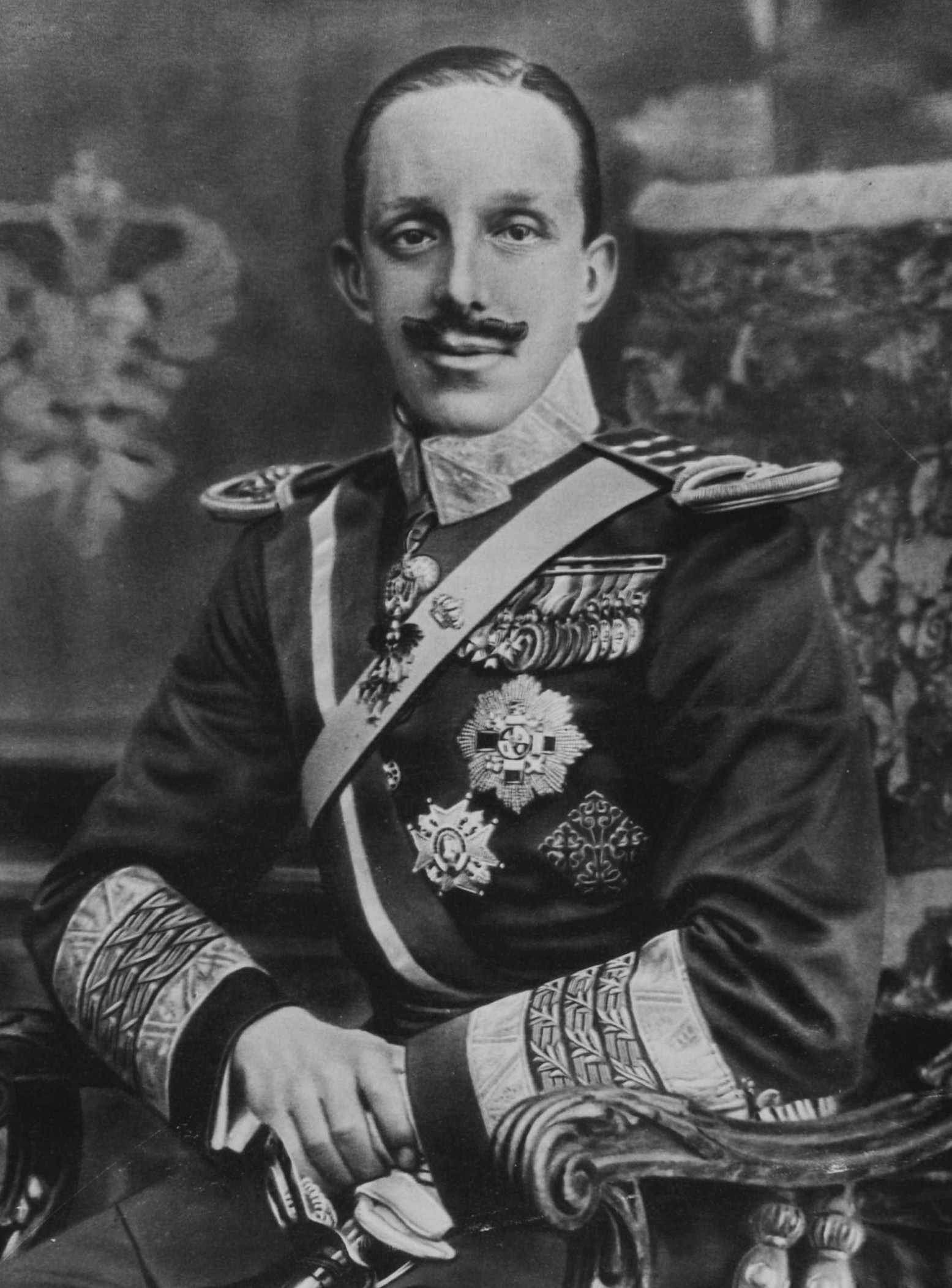
Alfons XIII Burbon

Wydarzenia polityczne w 1941 roku.

## Styczeń
- 30 stycznia – urodził się Dick Cheney, amerykański polityk, sekretarz obrony i wiceprezydent[1].

## Luty
- 28 lutego – zmarł Alfons XIII Burbon, król Hiszpanii[2].

## Maj
- 23 maja – urodził się Aldrich Ames, agent CIA skazany za współpracę z Wywiadem ZSRR[3].

## Czerwiec
- 22 czerwca – o godzinie 3:15 wojska niemieckie zaatakowały Związek Radziecki. Jednocześnie Włochy, Rumunia i Finlandia wypowiedziały wojnę[4].

## Lipiec
- 12 lipca – przedstawiciele rządu Wielkiej Brytanii i Związku Radzieckiego podpisali dwustronną umowę przewidującą wzajemną pomoc w walce z Niemcami i zobowiązali się do niezawierania odrębnego pokoju z Niemcami[4].
- 26 lipca – Kazimierz Bartel, premier, został rozstrzelany przez Niemców[5].
- 30 lipca – w Londynie został podpisany układ Sikorski-Majski regulujący stosunki pomiędzy Polską a Związkiem Radzieckim[4].

## Sierpień
- 14 sierpnia – na pokładzie pancernika Prince of Wales prezydent Stanów Zjednoczonych Franklin Delano Roosevelt oraz premier Wielkiej Brytanii Winston Churchill podpisali wspólną deklarację dotycząca powojennego współżycia narodów (zwaną Kartą Atlantycką)[4].
- 20 sierpnia – urodził się Slobodan Milošević, prezydent Jugosławii[6].

## Wrzesień
- 24 września – dziewięć członków koalicji antyhitlerowskiej (w tym Polska, Związek Radziecki i Czechosłowacja) podpisali Kartę Atlantycką[4].

## Listopad
- 25 listopada – pod naciskiem Niemiec Bułgaria, Chorwacja, Dania, Finlandia, Rumunia i Słowacja przystąpiły do paktu antykominternowskiego[4].

## Grudzień
- 3 grudnia – generał Władysław Sikorski i Józef Stalin podpisali umowę o rozbudowie polskiej armii w Związku Radzieckim[4].
- 7 grudnia – wojsko japońskie zaatakowało bazę wojskową Pearl Harbor[4].
- 17 grudnia – wojska holendersko-australijskie wkroczyły do portugalskiego Timoru Wschodniego i zajęły Dili[7].